# Anartia eurytis
Anartia eurytis är en fjärilsart som beskrevs av Hans Fruhstorfer 1907. Anartia eurytis ingår i släktet Anartia och familjen praktfjärilar. Inga underarter finns listade i Catalogue of Life.